# 11378 Dauria
11378 Dauria è un asteroide della fascia principale. Scoperto nel 1998, presenta un'orbita caratterizzata da un semiasse maggiore pari a 2,3949370 au e da un'eccentricità di 0,1318413, inclinata di 3,44403° rispetto all'eclittica.
L'asteroide è dedicato all'astronomo amatoriale statunitense Tippy D'Auria.